# Antidesma

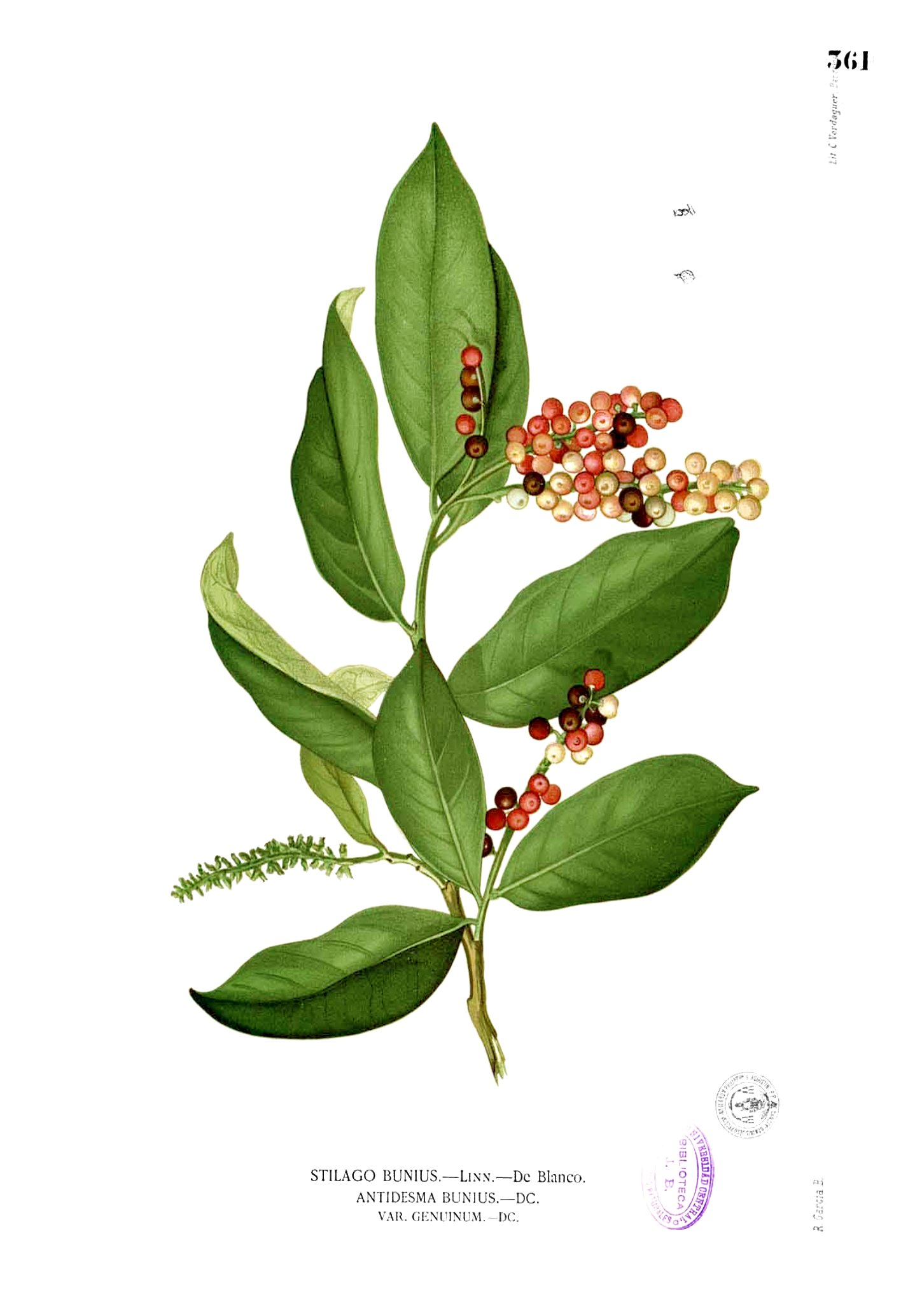
Antidesma bunius

Antidesma L. é um género botânico pertencente à família Phyllanthaceae, subfamília Antidesmatoideae.
O gênero apresenta 170 espécies, nativas da Ásia e Austrália.

## Sinonímia
- Bestram  Adans.
- Coulejia Dennst.
- Minutalia Fenzl
- Rhytis Lour.
- Rubina Noronha
- Stilago L.

## Principais espécies
- Antidesma acidum
- Antidesma acuminatissimum
- Antidesma acuminatum
- Antidesma acutisepalum

## Classificação do gênero
| Sistema | Classificação                    | Referência               |
| ------- | -------------------------------- | ------------------------ |
| Linné   | Classe Dioecia, ordem Tetrandria | Species plantarum (1753) |
| Linné   | Classe Dioecia, ordem Pentandria | Genera plantarum (1754)  |